# Exochus megadon
Exochus megadon là một loài tò vò trong họ Ichneumonidae.